# Pointe de la Louïe Blanche
La pointe de la Louïe Blanche, ou Lex Blanche, est un sommet des Alpes grées, à la frontière franco-italienne, entre la Savoie et la Vallée d'Aoste. Elle constitue le point culminant de la commune française de Montvalezan. Son ubac — côté italien — est couvert de petits glaciers.